# Kostel svatého Bartoloměje (Malonty)
Kostel svatého Bartoloměje v Malontech na Českokrumlovsku byl původně gotickou kaplí svaté Kateřiny, která byla založená v 1. polovině 14. století. Roku 1400 přistavěn presbytář, následně koncem 15. století byl kostel rozšířen na dvoulodní chrám. Vnitřní výzdoba je barokní a pochází přibližně z roku 1710. Pozoruhodná je bohatá sochařská výzdoba. Zvony nesou letopočty 1423 a 1507.